# L'Étranger (opéra)
Pour les articles homonymes, voir L'Étranger (homonymie).
Personnages
- Vita (soprano)
- L'Étranger (baryton)
- André (ténor)
- La mère de Vita (mezzo-soprano)
- Madeleine (soprano)
- Une vieille (contralto)
- Le vieux Pierre (ténor)
- Un pêcheur (basse)
- Le contrebandier (basse)
- Deux enfants (sopranos)
- Pêcheurs, marins, douaniers, ouvrières, paysans (chœur)

L'Étranger, op. 53 est une « action musicale » en deux actes de Vincent d'Indy, livret du compositeur, créée le 7 janvier 1903 au théâtre de la Monnaie de Bruxelles puis reprise le 4 décembre 1903 à l'Opéra de Paris. D'Indy, qui voulait s'attaquer au matérialisme scientifique de son époque y exprime en partie son opposition à la doctrine réaliste de Zola et Bruneau. 

## Argument
L'Étranger arrive dans un village au bord de l'océan. Il se mêle à la foule des pêcheurs qui se lamentent des résultats de la pêche du jour. Une vieille femme de l'assemblée fait remarquer à ceux qui l'entourent une émeraude qui luit au bonnet du paria. Il se fait alors remarquer de Vita, la fiancée d'André le Douanier. Contrairement aux autres personnes, elle déclare franchement qu'elle recherche la compagnie de l'Étranger, qui l'étonne et l'émeut tout à la fois. Restés seuls, le dialogue se noue entre Vita et l'Étranger. Cette dernière révèle la sympathie qui l'attache à lui, tandis que celui-ci laisse échapper l'aveu d'un amour jusqu'alors caché. Regrettant son geste, il annonce son départ en souhaitant à Vita, qui va se marier, tout le bonheur possible. Entre en scène André, qui traîne avec lui un pêcheur pris en flagrant délit de contrebande. Malgré l'intervention de l'Étranger, qui propose de verser le prix de la pêche, le Douanier refuse de le libérer. Vita commence alors à douter de son mariage avec lui. Les bans de Vita et d'André ne sont finalement pas publiés. Vita, seule face à la mer, se confie sur son amour pour l'Étranger. Ce dernier vient lui faire ses adieux. Alors elle se décide à tout lui avouer et lui demande en retour un souvenir. Il lui offre alors son émeraude avant de partir. Restée seule, Vita décide de jeter l'émeraude dans les flots de l'océan, déclenchant ainsi une tempête. Un bateau n'est cependant pas rentré, et l'Étranger décide d'aller le sauver, suivi de Vita, qui refuse de l'abandonner. Ils sont alors engloutis par les flots.

## Personnages
- Vita, 20 ans (soprano)
- L'Étranger, 42 ans (baryton)
- André, brigadier des douanes, 23 ans (ténor)
- La mère de Vita, 55 ans (mezzo-soprano)
- Madeleine (soprano)
- Une vieille (contralto)
- Le vieux Pierre (ténor)
- Un pêcheur (basse)
- Le contrebandier (basse)
- Deux enfants (sopranos)
- Pêcheurs, marins, douaniers, ouvrières, paysans (chœur)

## Numéros musicaux
La partition ne comporte pas de numéros musicaux en tant que tels, les introductions symphoniques (1 par acte) et les scènes (3 par acte) s'enchaînant sans interruption.

## Analyse
Paul Leriche, dans une étude pour la Revue musicale de Lyon souligne plusieurs thèmes récurrents de l'opéra :
- Une mélodie extraite de l'antienne issue de l'office du Jeudi-Sain.
- Le thème de l'émeraude
- Un thème de fatalité
- Le thème de la bonté de l'Étranger
- Le thème de l'amour